# Яо Бейна
Яо Бейна (спрощ.: 姚贝娜; кит. трад.: 姚貝娜; піньїнь: Yáo Bèinà; нар. 26 вересня 1981 — пом. 16 січня 2015), також відома як Белла Яо — китайська співачка, піаністка та авторка пісень, благодійниця, активістка кампанії Рожева стрічка у поширенні обізнаності про рак молочної залози, від якого померла у віці 33 років. 
Дебютувала як діва музичного театру Jin Sha (金沙) у 2005 році. Після закінчення Китайської музичної консерваторії в тому ж році приєдналася до китайського ансамблю пісні і танцю в політичному департаменті ВМС Народно-визвольної армії як професійна співачка.
Виграла Національний конкурс молодих співаків ЦТК в 2008 році, набравши перші і єдині 100 балів за всю історію конкурсу. Вона була однією з виконавців на церемонії закриття літніх Олімпійських ігор у Пекіні 2008 року. Її дебютний мініальбом Too Late (来不及) був випущений в 2009 році після її демобілізації.
Яо була найбільш відома саундтреками і піснями для фільмів і телешоу, таких як «Імператриці в палаці», «Розфарбована шкіра: Воскресіння» та «Назад у 1942 ». Вона також записала мандаринську версію Let It Go, поп-версію пісні з Disney Крижане серце. У 2013 році її запросили стати учасницею «Голосу Китаю», завдяки чому вона здобула велику популярність.

## Раннє життя
Народилася 26 вересня 1981 року в родині музикантів в Ухані, Китай. Її батько, Яо Фен (姚峰; Yáo Fēng), є професором Уханьської музичної консерваторії та головою Асоціації музикантів Шеньчженя; мати, Лі Сіньмінь (李信敏; Lǐ Xìnmǐn), колишня співачка Хубейського ансамблю пісні і танцю.
У 4 роки Яо почала вчитися грі на фортепіано під керівництвом батьків. За словами її батька, вона могла правильно чути і розрізняти ноти клавіш піаніно, коли їй було 6. Вперше виконала пісню на місцевому телеканалі у 9 років і час від часу з’являлася на гала-конкурсах і співочих конкурсах як дитина-зірка протягом усього дитинства та підліткового віку.
З 1993 по 1997 рік Яо відвідувала середню школу № 45 Уханя. У 1997 році вона була прийнята до афілійованої середньої школи музичної консерваторії Уханя як найкращий результат за спеціальністю «Популярна музика», а її батько, який на той час був заступником декана кафедри вокальної музики в музичній консерваторії Уханю, а також засновником цієї спеціальності, став її радником. Відтоді Яо почала систематично вивчати музику. У зв’язку з тим, що в 1998 році роботу її батька було переведено до Шеньчженя, а також призупинено навчання на факультеті популярної музики, її перевели на факультет народної музики до професора Фен Цзяхуя (冯家慧).
У 2000 році Яо закінчила середню школу і була прийнята на факультет вокалу та опери в Китайській музичній консерваторії з найвищим балом у своєму класі. Вона продовжила вивчати народну музику під керівництвом професора Дон Хуа (董华) і професора Ма Цюхуа (马秋华).

## Кар'єра
Яо 4 роки працювала у військово-морському політичному департаменті Пісенно-танцювальної трупи Народно-визвольної армії після закінчення відомої Китайської консерваторії музики у 2005 році . Під час служби в Трупі вона виграла Чемпіонат Китаю серед молодих співаків (全国青年歌手电视大奖赛 ).
Вона стала відомою після перемоги на телеконкурсі молодих співаків Китаю в 2008 році з першою повною оцінкою в історії. Вона виступала на сцені церемонії закриття літніх Олімпійських ігор у Пекіні.
У 2009 році Яо залишила трупу та підписала контракт з лейблом "乐巢音尚" (Yuècháo Yīnshàng). Після свого першого концерту в Шеньчжені в 2010 році вона випустила перший альбом Яо Бейна (姚贝娜 ). Пісні, в основному написані нею, отримали позитивну оцінку. Вона вразила Лю Хуана і отримала можливість заспівати головну пісню серіалу «Імператриці в палаці». Яо стала добре відома публіці після того, як у 2012 році написала серію пісень для хіт-драми «Імператриці в палаці» . У тому ж році режисер Фен Сяоган запросив Яо заспівати пісню «The River of The Life» (生命的河) фільму Назад у 1942. Вона заспівала «Любов на картині» (画情) для Painted Skin: The Resurrection, найкасовішого вітчизняного фільму в Китаї. Станом на 2012 рік вона написала пісні для 60 телевізійних драм і фільмів, а також двічі виступала на новорічних святах CCTV у 2007 і 2010 роках.
Яо повернулась на ЦТК Young Singer TV Competition як наймолодша суддя цього музичного шоу в 2013 році. У тому ж році вона випустила новий альбом Half of Me. Усі пісні в ньому очолили музичний чарт Baidu, що зробило її співачкою номер 1 Mandopop у Baidu Music. Згідно з продажами та репутацією альбому, Яо отримала титул «найкраща вокалістка» на MusicRadio China TOP Charts Awards. Вона була першою сольною поп-вокалісткою, яка виконала фінал новорічної вечірки ЦТК.
Поступово Яо здобула популярність завдяки виконанню тематичних пісень із «Імператриць у палаці», «Розфарбована шкіра: Воскресіння» та «Назад до 1942 року». Вона була призначеною виконавицею мандаринової версії Let It Go (у кінці фільму) для фільму Діснея «Крижане серце». Брала участь у телевізійному реаліті-шоу «Голос Китаю». Виступ Яо викликав сенсацію в Інтернеті, що призвело до того, що вона майже миттєво стала популярною серед поп-зірок № 1 в Інтернеті в Baidu та Sina Weibo.
Виступи в The Voice:
| Дата            | Раунд                          | Пісня                                     | Співак\співачка |
| --------------- | ------------------------------ | ----------------------------------------- | --------------- |
| 13 липня 2013   | Сліпі прослуховування          | Можливо, завтра (也许明天)                | А-мей           |
| 16 серпня 2013  | Битва команди На Ін            | Reflection (自己, за участю Лінь Ю-чуня ) | Леа Салонга     |
| 13 вересня 2013 | Нокаути команди На Ін          | Можливо, все ж (也许在)                   | Сунь Нан        |
| 20 вересня 2013 | Плей-офф Team Na Ying 1 раунд  | Тримайте (把握)                           | Су Жуй          |
| 20 вересня 2013 | Плей-офф Team Na Ying 2 раунд  | Любий друже                               | Шунза           |
| 20 вересня 2013 | Плей-офф Team Na Ying, раунд 3 | Все сам                                   | Ерік Кармен     |

## Боротьба з раком
У травні 2011 року у 30-річної Яо діагностували рак молочної залози. Яо поборола хворобу. Їй зробили мастектомію та видалили ліву грудь. «Це мудрий вибір, якщо ви зіткнетеся з реальністю і сміливо боротиметеся з раком і переможете його», — сказала Яо. Після операції Яо пройшла 8 сеансів хіміотерапії, під час яких записала пісні для серіалу «Імператриці в палаці». У грудні 2011 ж року Яо випустила пісню «Вогонь серця» (心火), яка описує її боротьбу та біль, коли у 2011 році у віці 30 років у неї діагностували рак грудей. «Якщо ти ніколи не плачеш посеред ночі, ти ніколи не зможеш говорити про долю… не питай мене чому, тому що я кілька разів боролася з дияволом», — написала вона у пісні. Яо сподівалася, що її історія та її пісні можуть дати надію тим, хто хворіє раком грудей. «Я сподіваюся, що зможу принести людям силу та підвищити їхню впевненість своїми піснями», — сказала вона. Завдяки особистому досвіду Яо добре розуміла страх і біль, від яких страждають пацієнтки з раком молочної залози, як фізично, так і психологічно.
У вересні 2013 року Яо запрошена стати амбасадоркою іміджу китайської кампанії «Рожева стрічка», метою якої є підвищення обізнаності про РМЗ. Для цієї кампанії потрібно було зробити плакат без топлес[уточнити], щоб нагадувати жінкам про необхідність піклуватися про своє тіло та підвищувати обізнаність громадськості про здоров’я молочної залози. Внутрішній вплив жінки з ампутованою груддю, особливо в епоху, насичену образами перетвореного в товар жіночого тіла, виявився успішним, але шокуючим методом підвищення обізнаності як серед чоловіків, так і серед жінок. Вирісши у відносно консервативному суспільстві, Яо спочатку нервувала, але згодом розслабилася, налаштувавшись «надати постраждалим відваги». Восени 2013 року плакати Яо були розклеєні по всій країні. Цим вона хотіла донести жінкам: «Ви можете перемогти в битві з раком грудей».
У вересні 2013 вона відвідала пацієнток пекінської онкологічної лікарні та поспілкувалась з членами Пекінської асоціації реабілітації хворих на рак. Співачка хотіла, щоб усі знали, що «коли стикаєшся з раком, у тебе немає іншого вибору, як перемогти його». Яо розуміла, що багато хворих на рак грудей бояться, що можуть втратити груди. Своїм особистим досвідом Яо намагалася показати їм, що операція раку молочної залози не завдасть більше шкоди, ніж сам рак, і допомогти переконати їх вибрати правильну терапію лікування відповідно до порад лікаря.
У грудні 2014 року у Яо стався рецидив раку, і 15 січня 2015 року повідомлялося, що її стан погіршився. Вона померла через день у Шеньчжені, Гуандун, у віці 33 років. Згідно з її бажанням, її рогівку передали двом людям у Шеньчжені та Ченду.
20 січня відбулися панахиди. Її перший посмертний альбом «Eternal» (永存) створений Лю Чіа-чангом.
Її прах було поховано 4 вересня в меморіальному парку Шіменфен в Ухані перед випуском її другого посмертного альбому «Born Proud» (天生骄傲), який все ще перебував у виробництві на момент її смерті. Він був випущений напередодні її 34-го дня народження (26 вересня 2015 року) і мав стати святкуванням її повернення додому. Альбом був визнаний одним із найбільш продаваних альбомів у річному списку Jingdong Mall.
Її посмертний сингл «Glory» (风光), був випущений 16 січня 2016 року (одна річниця її смерті), досягнувши 2 позиції в чарті нових синглів QQ Music.
12 квітня 2019 року тренер Лю Хуань заспівав збірку з трьох пісень, присвячених Яо, у фіналі сьомого сезону шоу «Я співаю»; його виступ отримав схвалення публіки, і він переміг у конкурсі, набравши понад 60% голосів.

## Благодійність та активізм
Як членкиня військово-морського політичного відділу Пісенно-танцювальної трупи Народно-визвольної армії у 2008 році Яо отримала наказ допомогти розвантажити зони землетрусу в провінції Сичуань, де загинуло понад 80 000 людей. Вона та її колеги їздили в зони лиха та виступали перед тими, хто вижили, а також солдатами НВАК, які працюють у цьому районі. Вона особисто пожертвувала 30 000 юанів (5 000 доларів США), коли її річна зарплата як рядового члена оцінювалася в менше 15 000 юанів (2 500 доларів США). Згідно з пізніше задокументованими інтерв’ю, на момент землетрусу співачка переживала тривалу депресію та постійно думала про смерть. Через це вона покинула трупу після того, як у 2009 році втретє подала заяву про відставку.
Окрім заходів з інформування про рак, Яо відвідала захід з підвищення обізнаності про турботу про дітей як «Посол любові» у 2014 році.
Наприкінці 2014 року співачка вирішила пожертвувати свої органи в разі смерті. Про це стало відомо у 2015 році, але метастази залишили лише її рогівку недоторканою та придатною для донорства. Наразі її рогівка допомогла чотирьом пацієнтам відновити зір. Незабаром після її смерті кількість китайців, які добровільно підписали угоду про донорство органів, подвоїлася протягом місяця. Це збігається із заявою уряду про те, що з першого дня 2015 року в Китаї було заборонено вилучення органів у страчених в'язнів. Про несподіваний збіг згадав міністр охорони здоров'я Хуан Цзефу під час телеінтерв'ю та сказав: «Можливо, ми все ще чуємо її спів на небесах».

## Спадщина
Після її смерті батьки продали особисті речі співачки в Інтернеті. На аукціоні було зібрано 2 510 000 юанів (приблизно 400 000 доларів США), які передали середній школі в провінції Сіньцзян, де Яо Бейна та її батько отримали натхнення для написання пісні, яка включала унікальний місцевий етнічний музичний стиль. Пожертва мала бути спрямована на ремонт школи та стипендію за досягнення в музиці. За словами її батька, допомагати місцевим дітям було бажанням, яке вона давно розділила з ним.
9 квітня 2015 року, згідно з новинами, опублікованими Національним управлінням з аеронавтики і дослідження космічного простору (NASA), астероїд «41981» був названий на честь Яо Бейна. Астероїд був відкритий Вільямом Квонг Ю Єнгом у 2000 році. Міжнародний астрономічний союз назвав астероїд «Яо Бейн», яке запропонував Єнг на згадку про співачку. NASA описує Яо Бейну на своєму вебсайті так: «Яо Бейна (1981–2015) була талановитою та сміливою китайською співачкою, яка отримала численні нагороди за найкраще виконання китайської поп-пісні. Одна з пісень Яо, «Fire of the Heart», була про роздуми про її боротьбу з раком грудей».

## Нагороди
| Рік  | Нагорода                                            | Категорія                              | Номінація                    | Результат           |
| ---- | --------------------------------------------------- | -------------------------------------- | ---------------------------- | ------------------- |
| 2008 | CCTV-MTV Music Awards                               | Найпопулярніший і потенційний вокаліст | Белла Яо                     | Виграла             |
| 2010 | Китайський пісенний чарт - Beijing Pop Music Awards | Найкраща вокалістка                    | Белла Яо                     | Номінована          |
| 2010 | CCTV-MTV Music Awards                               | Найкращий новий вокаліст               | Белла Яо                     | Номінована          |
| 2013 | TV Drama Awards Зроблено в Китаї                    | Найпопулярніша вокалістка              | Белла Яо                     | Виграла             |
| 2013 | Найпопулярніші китайські музичні премії             | Найкращий EP                           | Половина мене (二分之一的我) | Виграла             |
| 2013 | Премія жіночої моделі                               | Особисті                               | Белла Яо                     | Виграла             |
| 2013 | Tencent Weibo Awards                                | Найпопулярніша вокалістка              | Белла Яо                     | Виграла             |
| 2013 | Нагороди Sina Weibo                                 | Найпопулярніша вокалістка              | Белла Яо                     | Виграла             |
| 2014 | Новорічна гала-премія CCTV                          | Найпопулярніший живий виступ           | “天耀中华”                   | Виграла             |
| 2014 | MusicRadio China TOP Charts Awards                  | Найкраща вокалістка                    | Белла Яо                     | Виграла             |
| 2014 | MusicRadio China TOP Charts Awards                  | 10 кращих золотих пісень               | Вогонь серця (心火)          | Виграла             |
| 2015 | Нагороди Huading                                    | Найпопулярніша вокалістка              | Белла Яо                     | Виграла (посмертно) |